# Супероксиддисмутаза

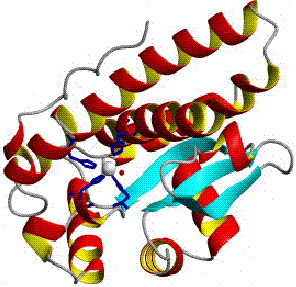
Структура митохондриальной супероксиддисмутазы человека

Супероксиддисмутаза (СОД, КФ 1.15.1.1) относится к группе антиоксидантных ферментов. Вместе с каталазой и другими антиоксидантными ферментами она защищает организм человека от постоянно образующихся высокотоксичных кислородных радикалов. Супероксиддисмутаза катализирует дисмутацию супероксида в кислород и пероксид водорода. Таким образом, она играет важнейшую роль в антиоксидантной защите практически всех клеток, так или иначе находящихся в контакте с кислородом. Одним из редких исключений является молочнокислая бактерия Lactiplantibacillus plantarum и родственные ей молочнокислые бактерии, использующие иной механизм защиты от образующегося супероксида.

## Реакция
Реакцию дисмутации супероксида, катализируемую супероксиддисмутазой, можно разбить на две части (парциальные реакции) следующим образом:
- M(n+1)+ − СОД + O2− → Mn+ − СОД + O2
- Mn+ − СОД + O2− + 2H+ → M(n+1)+ − СОД + H2O2.

где M (переходный металл) = Cu (n=1) ; Mn (n=2) ; Fe (n=2) ; Ni (n=2).
В данной реакции окислительное состояние катиона металла осцилирует между n и n+1.

## Типы

### Введение
Существует несколько форм супероксиддисмутазы в зависимости от типа переходного металла-кофактора активного центра фермента: Cu,Zn-СОД (медь как кофактор активного центра и цинк как кофактор, стабилизирующий конформацию), Mn-СОД (с марганцем в активном центре), а также менее распространённые Fe-СОД (с железом)) и Ni-СОД (с никелем).
- Цитозоль практически всех эукариотических клеток содержит супероксиддисмутазу типа Cu,Zn-СОД. Это самая распространённая супероксиддисмутаза и единственная коммерчески доступная форма фермента (как правило выделенная либо из эритроцитов, либо из печени быка: PDB 1SXA Архивная копия от 29 марта 2008 на Wayback Machine, EC 1.15.1.1). Cu,Zn-СОД является гомодимером (то есть состоящим из двух одинаковых субъединиц), молекулярная масса 32,5 кДа. Субъединицы белка связаны друг с другом в первую очередь гидрофобными и электростатическими связями. Медь и цинк связаны с белковой частью молекулы через гистидиновые остатки.
- Митохондрии эукариотических клеток и многие бактерии содержат супероксиддисмутазу с Mn (Mn-СОД). Например, митохондриальная СОД человека: PDB 1N0J (недоступная ссылка), EC 1.15.1.1, молекулярная масса 86-88 кДа. Марганец в этом ферменте координирован с белком через 3 гистидина и аспартат и с водой либо гидроксильным лигандом в зависимости от окислительного состояния Mn (Mn(II) или Mn(III)).
- E. coli и многие другие бактерии содержат формы фермента с железом (Fe-СОД), другие — с марганцем (Mn-СОД), а некоторые — оба эти типа. (E. coli Fe-SOD: PDB 1ISA Архивная копия от 29 марта 2008 на Wayback Machine, EC 1.15.1.1). Активные центры Mn- и Fe-СОД содержат те же аминокислоты в боковых цепях.

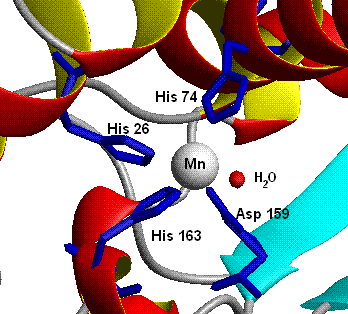
Структура активного центра митохондриальной супероксиддисмутазы человека (СОД2)

### Человек
В организме человека существует три типа СОД. СОД1 находится в цитоплазме, СОД2 — в митохондрии, а СОД3 — это внеклеточная (экстраклеточная) форма. Первая форма — димерная, тогда как вторая и третья формы — тетрамерные (состоящие из 4 равных субъединиц). СОД1 и СОД3 содержат медь в активном центре и цинк как структурный компонент, а СОД2 содержит марганец в активном центре. Гены этих форм локализуются соответственно в хромосомах 21, 6 и 4 (21q22.1, 6q25.3 и 4p15.3-p15.1). Цитозольная СОД1 является небольшим белком с молекулярной массой 32,5 кДа, молекулярная масса митохондриальной СОД2 — около 86-88 кДа. Экстраклеточная СОД3 представляет собой самую крупную супероксиддисмутазу, молекулярная масса — 135 кДа.

## Биохимия
Супероксидный радикал (O2−) спонтанно довольно быстро дисмутирует в кислород O2 и пероксид водорода H2O2 (~105 M−1 s−1 при pH 7). Тем не менее, супероксид ещё быстрее реагирует с некоторыми другими молекулами-мишенями, такими как оксид азота NO, образуя при этом пероксинитрит. Однако супероксиддисмутаза обладает самой высокой известной каталитической скоростью реакции (~109 M−1 s−1). Реакция лимитирована только частотой столкновения супероксида с ферментом (т. н. диффузионно-лимитированная реакция), благодаря чему супероксиддисмутаза защищает клетку от повреждающего действия супероксида.

## Физиология
Супероксид является одним из основных прооксидантов в клетке, поэтому СОД играет одну из ключевых ролей в антиоксидантной защите организма. Роль этого фермента была показана экспериментально: мыши, у которых отсутствует митохондриальная СОД, выживают лишь несколько дней после рождения, так как у них развивается сильный окислительный стресс.

## Роль в патологии
Мутации СОД1 у человека могут вызывать амиотрофический латеральный склероз, заболевание моторных нейронов. Механизм развития этого заболевания при этих мутациях, однако, не известен, так как ферментативная активность супероксиддисмутазы при этом не изменяется.